# 临沧市
臨滄市，旧称缅宁，是中华人民共和国雲南省下轄的地級市，位於雲南省西南部，因濒临澜沧江而得名。西北接保山市，东北界大理州，东南邻普洱市，西南与缅甸接壤。地处横断山脉西段，邦马山、大雪山延绵市境，罗扎河、小黑江、南定河等流经。全市面积23,621平方千米，2020年总人口225.80万，市人民政府驻临翔区。

## 建制沿革
秦代今境属哀牢国地。西汉元封二年（前110年）置益州郡，今境属之。东汉永平十二年（69年），哀牢王归附汉朝，设哀牢县、博南县，又析益州郡西置澜沧郡，后改永昌郡，治不韦县（今保山市境）。三国蜀汉建兴三年（225年）置永寿县、雍乡县，属永昌郡。西晋元康九年（299年），永昌郡治迁永寿县（今耿马县境）。东晋咸康八年（342年）废永昌郡。南朝齐复置，隋代再废。
唐麟德元年（664年），设姚州（今姚安县），隶剑南道。南诏时期，属永昌节度（治永昌城，今保山市隆阳区），设拓南城（今永德县永康镇）。大理国前期仍属永昌节度，后期改为永昌府，拓南城改为镇康城。元宪宗七年（1257年）改永昌府置永昌千户。至元十一年（1274年）改永昌千户置永昌州，属大理路。至元十二年（1275年）置镇康路安抚司。至元十五年（1278年）升永昌州为永昌府；镇康路安抚司改为宣抚司，并置镇康路军民总管府。至元二十三年（1286年），撤镇康路安抚司并入大理金齿宣慰司。至元二十六年（1289年），设立孟定路（治今耿马县孟定镇）。至元三十一年（1294年）置孟定路军民总管府。泰定三年（1326年）析孟定路东南置谋粘路（今耿马县境），属大理金齿宣慰司。泰定四年（1327年）置顺宁府（治今凤庆县），属大理路。天历元年（1328年）设宝通州、庆甸县（今凤庆县）及大侯长官司（今云县），隶顺宁府。
明洪武十五年（1382年）废谋粘路，降顺宁府为顺宁州，省宝通州入顺宁州，并改镇康路置镇康府，改孟定路为孟定府，隶属云南布政司。洪武十七年（1384年），镇康府降为镇康州，寻废，划归湾甸御夷州；顺宁州复升为顺宁府。宣德五年（1430年）设勐缅长官司（今临沧城区），属景东府，后直属云南布政司。万历十三年（1585年）置耿马安抚司（今耿马县），旋升宣抚司，属永昌府。万历二十五年（1597年），勐缅长官司改为勐缅土巡检，属顺宁府。万历二十六年（1598年），顺宁府改土归流，隶金腾道，改大侯州为云州，属顺宁府。
清顺治十六年（1659年）湾甸御夷州改属永昌府。康熙二十二年（1683年），耿马安抚司升宣抚司，直隶云南布政司，羁糜于永昌府。乾隆十二年（1747年），勐缅长官司改土归流，置缅宁厅。乾隆十四年（1749年），移顺宁右甸通判于缅宁厅，属迤西道。乾隆二十九年（1764年）耿马宣抚司改属顺宁府。乾隆三十五年（1770年）置顺宁县，为迤西道顺宁府治。光绪二十三年（1897年），英国政府迫使清政府在《中英续议滇缅条约》中，把果敢划归英国。光绪二十五年（1899年），中英第一次勘界，划定以勐英（南伞）为中国耿马与英属缅甸麻栗坝的交界。光绪三十三年（1907年）镇康州改土归流。宣统元年（1909年）改镇康州置永康州（治今永德县东北永康镇）。

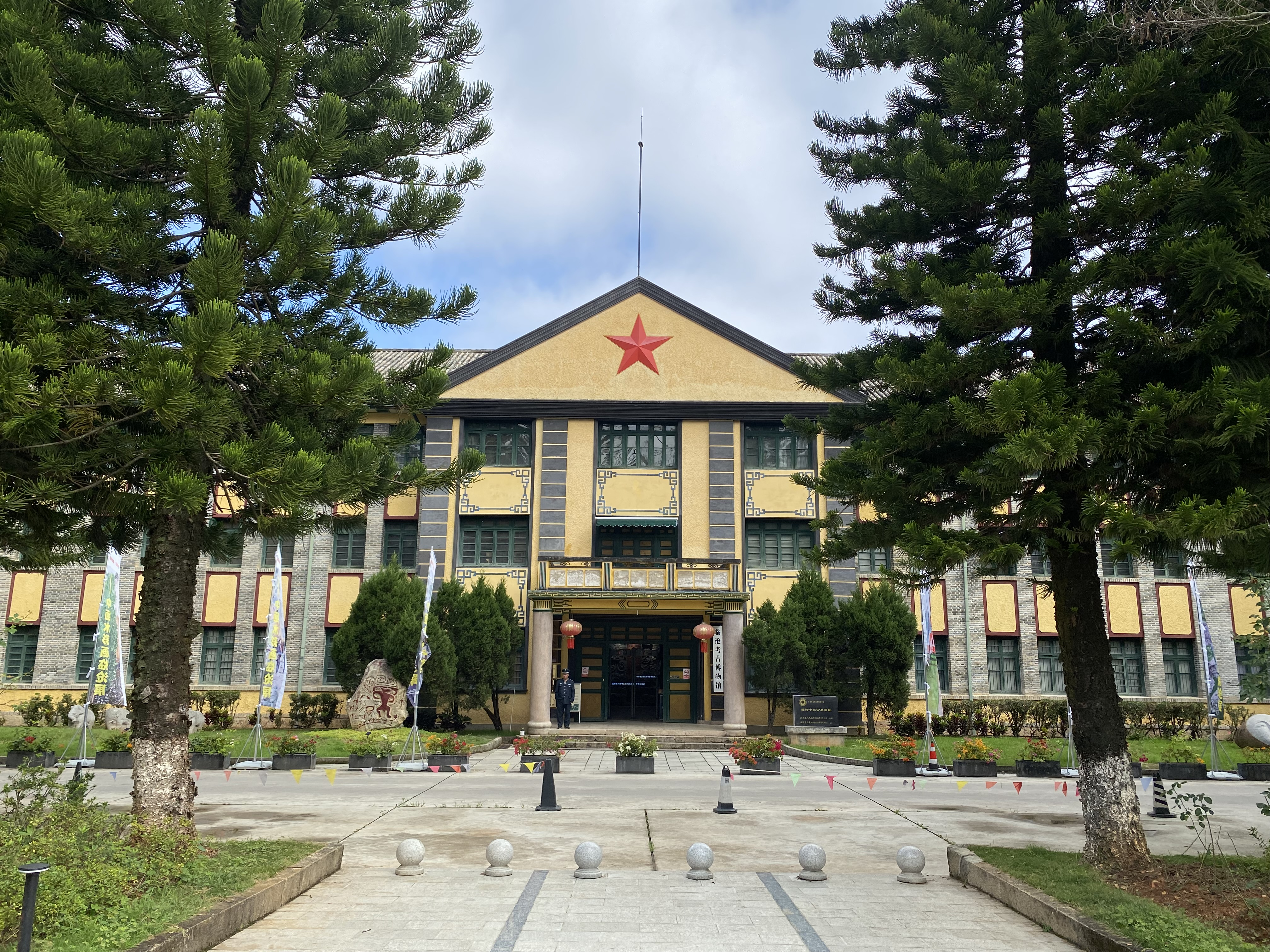
临沧专员公署旧址

民国二年（1913年）废府、厅、州，改顺宁府为顺宁县，改缅宁厅为缅宁县，改永康州为永康县，改云州为云县，各县分属滇南道、滇西道。次年因永康县名与浙江永康县同名，改永康县为镇康县；滇南道改名普洱道；滇西道改名腾越道。1929年废道制；同年由澜沧、缅宁二县析置双江县，治勐勐。1937年由澜沧县析置沧源设治局，治勐董。民国三十一年（1942年）由顺宁县析置耿马设治局；置云南省第五行政督察区，专署驻顺宁县。民国三十五年（1946年）置第九行政督察区，专署驻缅宁县；顺宁县改属第十一区。
中华人民共和国成立后，1952年置缅宁专区，专署驻缅宁县，辖缅宁、镇康、双江等县；并置沧源县、耿马县。1954年，缅宁专区更名临沧专区，缅宁县更名临沧县。1956年，大理专区的云县、凤庆（1954年由顺宁县更名）二县划归临沧专区。1963年，镇康县治迁至凤尾坝（今凤尾镇），析镇康县东部设永德县，驻德党镇；撤销沧源县，改设沧源佤族自治县；撤销耿马县，改设耿马傣族佤族自治县。1970年临沧专区改称临沧地区。1985年，撤销双江县，改设双江拉祜族佤族布朗族傣族自治县。2003年12月26日，國務院批准撤銷臨滄地區、临沧县，設立地級临沧市；临沧县改置临翔区。2004年11月11日，臨滄市正式掛牌成立。

## 地理
地处横断山区。属南亚热带季风气候，年均温17.2℃，年均降水1161.8毫米。
| 1981−2010年间临沧市的平均气象数据                                      | 1981−2010年间临沧市的平均气象数据 | 1981−2010年间临沧市的平均气象数据 | 1981−2010年间临沧市的平均气象数据 | 1981−2010年间临沧市的平均气象数据 | 1981−2010年间临沧市的平均气象数据 | 1981−2010年间临沧市的平均气象数据 | 1981−2010年间临沧市的平均气象数据 | 1981−2010年间临沧市的平均气象数据 | 1981−2010年间临沧市的平均气象数据 | 1981−2010年间临沧市的平均气象数据 | 1981−2010年间临沧市的平均气象数据 | 1981−2010年间临沧市的平均气象数据 | 1981−2010年间临沧市的平均气象数据 |
| 月份                                                                   | 1月                               | 2月                               | 3月                               | 4月                               | 5月                               | 6月                               | 7月                               | 8月                               | 9月                               | 10月                              | 11月                              | 12月                              | 全年                              |
| ---------------------------------------------------------------------- | --------------------------------- | --------------------------------- | --------------------------------- | --------------------------------- | --------------------------------- | --------------------------------- | --------------------------------- | --------------------------------- | --------------------------------- | --------------------------------- | --------------------------------- | --------------------------------- | --------------------------------- |
| 历史最高温 °C（°F）                                                    | 25.9 (78.6)                       | 28.6 (83.5)                       | 30.5 (86.9)                       | 32.4 (90.3)                       | 34.2 (93.6)                       | 34.4 (93.9)                       | 31.6 (88.9)                       | 31.7 (89.1)                       | 30.9 (87.6)                       | 29.6 (85.3)                       | 27.2 (81.0)                       | 25.8 (78.4)                       | 34.4 (93.9)                       |
| 平均高温 °C（°F）                                                      | 20.4 (68.7)                       | 22.1 (71.8)                       | 25.0 (77.0)                       | 26.9 (80.4)                       | 27.1 (80.8)                       | 26.6 (79.9)                       | 26.0 (78.8)                       | 26.6 (79.9)                       | 25.9 (78.6)                       | 24.4 (75.9)                       | 21.9 (71.4)                       | 19.8 (67.6)                       | 24.4 (75.9)                       |
| 日均气温 °C（°F）                                                      | 11.7 (53.1)                       | 13.7 (56.7)                       | 16.9 (62.4)                       | 19.3 (66.7)                       | 21.0 (69.8)                       | 21.9 (71.4)                       | 21.7 (71.1)                       | 21.7 (71.1)                       | 20.7 (69.3)                       | 18.8 (65.8)                       | 14.9 (58.8)                       | 11.8 (53.2)                       | 17.8 (64.1)                       |
| 平均低温 °C（°F）                                                      | 5.3 (41.5)                        | 7.2 (45.0)                        | 10.3 (50.5)                       | 13.3 (55.9)                       | 16.4 (61.5)                       | 19.0 (66.2)                       | 19.2 (66.6)                       | 18.8 (65.8)                       | 17.6 (63.7)                       | 15.3 (59.5)                       | 10.3 (50.5)                       | 6.3 (43.3)                        | 13.3 (55.8)                       |
| 历史最低温 °C（°F）                                                    | 0.5 (32.9)                        | 1.5 (34.7)                        | 0.9 (33.6)                        | 8.4 (47.1)                        | 10.2 (50.4)                       | 13.4 (56.1)                       | 14.6 (58.3)                       | 14.8 (58.6)                       | 10.9 (51.6)                       | 7.9 (46.2)                        | 3.3 (37.9)                        | −1.0 (30.2)                       | −1.0 (30.2)                       |
| 平均降水量 mm（）                                                      | 9.7 (0.38)                        | 18.3 (0.72)                       | 18.6 (0.73)                       | 37.6 (1.48)                       | 107.0 (4.21)                      | 177.6 (6.99)                      | 238.2 (9.38)                      | 217.8 (8.57)                      | 154.0 (6.06)                      | 106.9 (4.21)                      | 51.0 (2.01)                       | 12.2 (0.48)                       | 1,148.9 (45.22)                   |
| 平均降水天数（≥ 0.1 mm）                                               | 3.3                               | 4.9                               | 6.2                               | 11.4                              | 16.1                              | 23.4                              | 26.5                              | 24.0                              | 21.1                              | 15.3                              | 9.2                               | 3.2                               | 164.6                             |
| 平均相對濕度（％）                                                     | 63                                | 57                                | 53                                | 57                                | 68                                | 79                                | 83                                | 81                                | 80                                | 78                                | 74                                | 70                                | 70                                |
| 月均日照時數                                                           | 245.4                             | 224.6                             | 236.4                             | 211.0                             | 185.3                             | 109.1                             | 91.7                              | 121.7                             | 124.9                             | 150.9                             | 177.9                             | 226.5                             | 2,105.4                           |
| 可照百分比                                                             | 73                                | 70                                | 64                                | 56                                | 45                                | 27                                | 22                                | 30                                | 34                                | 42                                | 54                                | 69                                | 48                                |
| 来源1：中国气象局气象数据中心                                          |                                   |                                   |                                   |                                   |                                   |                                   |                                   |                                   |                                   |                                   |                                   |                                   |                                   |
| 来源2：中国气象科学数据共享服务网（1971−2000年间的降水天数和日照数据） |                                   |                                   |                                   |                                   |                                   |                                   |                                   |                                   |                                   |                                   |                                   |                                   |                                   |

## 政治

### 现任领导
| 机构     | · 中国共产党 · 临沧市委员会 | 临沧市人民代表大会 常务委员会 | 临沧市人民政府           | · 中国人民政治协商会议 · 临沧市委员会 |
| 职务     | 书记                        | 主任                          | 市长                     | 主席                                  |
| -------- | --------------------------- | ----------------------------- | ------------------------ | ------------------------------------- |
| 姓名     | 杜建辉                      | 汤培远                        | 徐贤                     | 李银峰                                |
| 民族     | 白族                        | 汉族                          | 汉族                     | 白族                                  |
| 籍贯     | 云南省洱源县                | 云南省凤庆县                  | 云南省景谷傣族彝族自治县 | 云南省云县                            |
| 出生日期 | 1970年8月（54歲）           | 1965年7月（59歲）             | 1974年2月（51歲）        | 1966年7月（58歲）                     |
| 就任日期 | 2024年3月                   | 2020年5月                     | 2024年12月               | 2018年2月                             |

### 历任领导
| 市委书记 - 李国伟（2004年9月－2009年12月） - 杨洪波（2009年12月－2013年2月） - 李小平（2013年2月－2015年5月） - 孙青友（2015年5月－2017年1月） - 杨浩东（2017年1月－2021年11月） - 张之政（2021年11月－2024年3月） - 杜建辉（2024年3月－） | 市长 - 刘明（2004年9月－2007年12月） - 何剑文（2008年1月－2009年12月） - 锁飞（2009年12月－2014年12月） - 杨浩东（2014年12月－2017年1月） - 张之政（2017年1月－2021年12月） - 杜建辉（2021年12月－2024年12月） - 徐贤（2024年12月－） |

### 行政区划
临沧市下辖1个市辖区、4个县、3个自治县。
- 市辖区：临翔区
- 县：凤庆县、云县、永德县、镇康县
- 自治县：双江拉祜族佤族布朗族傣族自治县、耿马傣族佤族自治县、沧源佤族自治县

## 人口
2022年末，全市常住人口数为224.0万人，比2021年末增加7千人，增幅0.31%；2022年末全市出生率为8.09‰，死亡率为8.23‰，自然增长率为-0.13‰；2022年末全市城镇化率为36.46%，比2021年提高0.4个百分点。
根据2020年第七次全国人口普查，全市常住人口为2,257,991人。同第六次全国人口普查的2,429,497人相比，十年共减少了171,506人，下降7.06%，年平均增长率为-0.73%。其中，男性人口为1,181,240人，占总人口的52.31%；女性人口为1,076,751人，占总人口的47.69%。总人口性别比（以女性为100）为109.7。0－14岁的人口为457,185人，占总人口的20.25%；15－59岁的人口为1,462,720人，占总人口的64.78%；60岁及以上的人口为338,086人，占总人口的14.97%，其中65岁及以上的人口为236,911人，占总人口的10.49%。居住在城镇的人口为792,078人，占总人口的35.08%；居住在乡村的人口为1,465,913人，占总人口的64.92%。

### 民族
全市常住人口中，汉族人口为1,394,881人，占61.78%；各少数民族人口为863,110人，占38.22%。与2010年第六次全国人口普查相比，汉族人口减少128,781人，下降8.45%，占总人口比例下降0.94个百分点；各少数民族人口减少42,725人，下降4.72%，占总人口比例增加0.94个百分点。其中，彝族人口减少16,412人，下降4.61%，占总人口比例增加0.39个百分点；佤族人口减少20,712人，下降8.81%，占总人口比例下降0.18个百分点；傣族人口减少2,230人，下降1.95%，占总人口比例增加0.26个百分点；拉祜族人口减少3,047人，下降3.55%，占总人口比例增加0.13个百分点。
| 民族名称                | 汉族      | 彝族    | 佤族    | 傣族    | 拉祜族 | 布朗族 | 白族   | 回族  | 傈僳族 | 苗族  | 其他民族 |
| ----------------------- | --------- | ------- | ------- | ------- | ------ | ------ | ------ | ----- | ------ | ----- | -------- |
| 人口数                  | 1,394,881 | 339,356 | 214,453 | 112,082 | 82,771 | 37,509 | 29,359 | 9,996 | 9,645  | 9,350 | 18,589   |
| 占总人口比例（%）       | 61.78     | 15.03   | 9.50    | 4.96    | 3.67   | 1.66   | 1.30   | 0.44  | 0.43   | 0.41  | 0.82     |
| 占少数民族人口比例（%） | －        | 39.32   | 24.85   | 12.99   | 9.59   | 4.35   | 3.40   | 1.16  | 1.12   | 1.08  | 2.15     |

## 经济

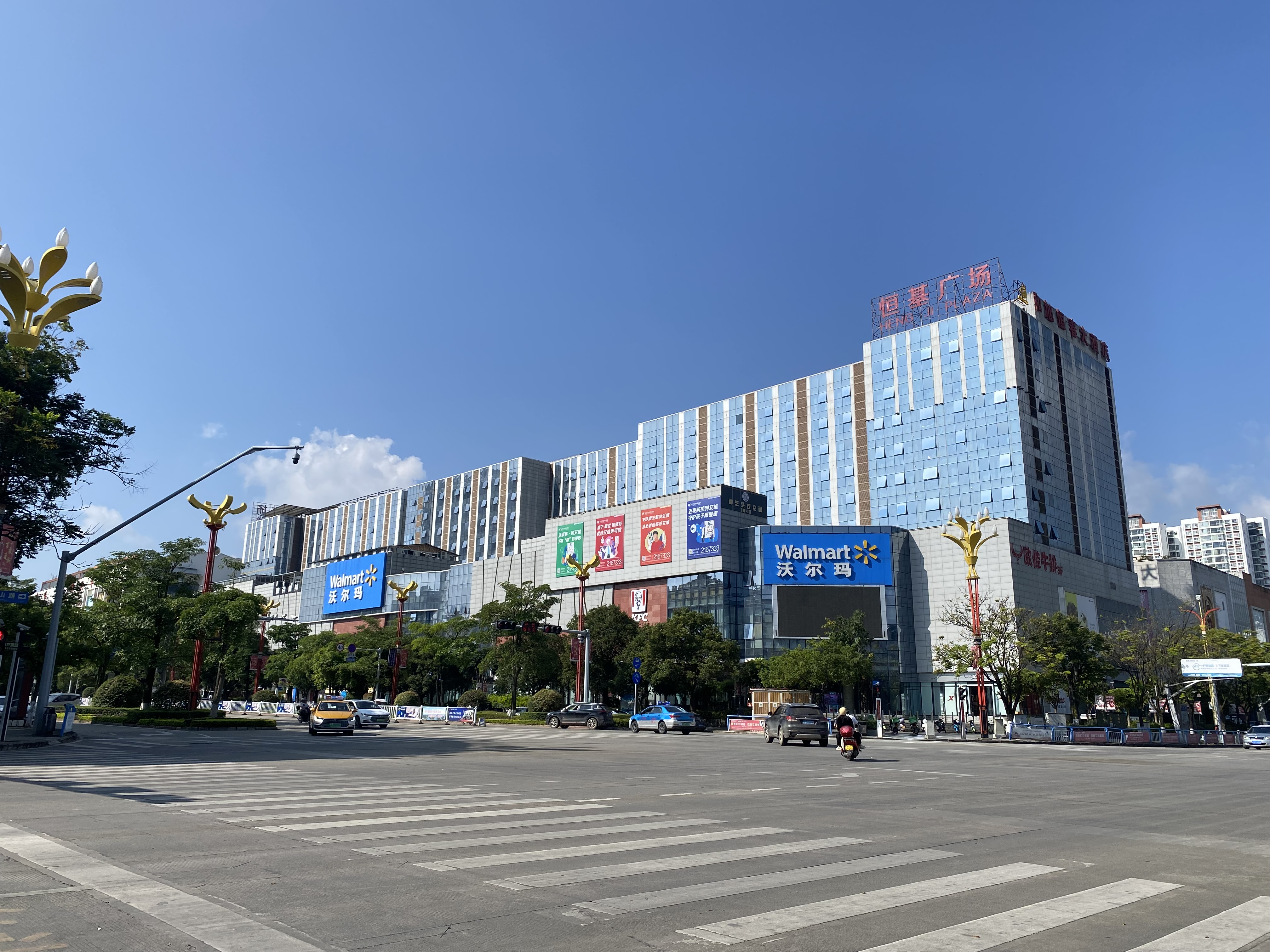
临沧恒基广场

2012年临沧完成地区生产总值（GDP）352.98亿元，比2011年增长16.8％。其中：第一产业增加值107.64亿元，增长7.3%；第二产业增加值150.55亿元，增长26.3%；第三产业增加值94.78亿元，增长14.5%。非公经济创造增加值138.08亿元，增长17.5％，占全市生产总值的39.1％，比上年提高了1.3个百分点。完成地方财政总收入51.08亿元，增长33.9%。其中：地方公共财政预算收入30.22亿元，比上年增长41.3%；完成地方公共财政预算支出160.62亿元，增长24.7％。
农村居民人均纯收入5,158元，比上年增长20.4%，扣除价格因素，实际增长16.1%，城镇居民人均可支配收入16398元,比上年增长15.8%，扣除价格因素，实际增长11.7%。2012年末全市就业人员150.81万人，其中城镇就业人员30.02万人。城镇新增就业人员1.23万人，城镇登记失业率3.85%。

### 工业
2012年完成全部工业增加值112.53亿元，比上年增长27.0％。其中规模以上工业增加值增长20.5%。在规模以上工业中，国有及国有控股企业增长0.9%; 股份制企业增长36.7%，外商及港澳台商投资企业下降6.6%；私营企业增长46.7%。轻工业增长35.3%，重工业增长11.4%。
2012年规模以上工业中，农副产品加工业实现增加值24.95亿元，增长31.8%；酒、饮料和精制茶制造业实现增加值9.27亿元，增长40%；有色金属矿采选业实现增加值3.45亿元，增长46.6%；化学原料及化学制品制造业实现增加值3.15亿元，增长15.2%；非金属矿物制品业实现增加值1.88亿元，增长86.2%；黑色金属冶炼及压延加工业实现增加值1.33亿元，增长53.6%；电力、热力的生产和供应实现增加值33.04亿元，增长2.3%。

### 金融
2012年末金融机构各项人民币存款余额347.06亿元，比上年增加 46.64亿元。其中，单位存款156.05亿元，比上年增加10.22亿元，居民储蓄存款余额183.16亿元，比上年增加34.71亿元。年末金融机构各项人民币贷款余额269.0亿元，比年增加51.26亿元。其中短贷款76.55亿元，比上年增加21.13亿元，中长期贷款192.44亿元，比上年增加30.17亿元。

## 社会
2012年末有8.98万名城镇职工参加基本养老保险，养老保险基金收入5.64亿元，养老保险基金支出4.35亿元。参加城镇基本医疗保险人数22.54万人，医疗保险基金收入2.6亿元，医疗保险基金支出2.52亿元，参加生育保险职工9.06万人，参加失业保险职工7.85万人，参加工伤保险职工10.34万人，参加新型农村养老保险119.3万人，参加城镇居民社会养老保险3.6万人。2012年末拥有收养性福利机构28个。享受城镇居民最低生活保障人数5.32万人，城镇居民最低生活保障支出1.19万元。享受农村居民最低生活保障人数39.14万人，农村居民最低生活保障支出4.1万元。

## 物产
- 农作物主要有水稻、玉米、小麦、豆类、茶叶、油菜等。
- 野生动物有虎、豹、狼、熊、鹿、白鹇、蟒蛇、眼镜蛇、三索锦蛇、滑鼠蛇、灰鼠蛇、乌梢蛇、黑眉锦蛇
- 矿藏有煤、铁、铜、铅、锌等。特产主要有滇红茶、滇绿茶。

## 特色小吃
- 鸡肉烂饭
- 牛撒撇
- 豌豆粉米线
- 鸡枞
- 罗非鱼
- 牛干巴
- 酸扒菜（云南镇康特产）

## 交通

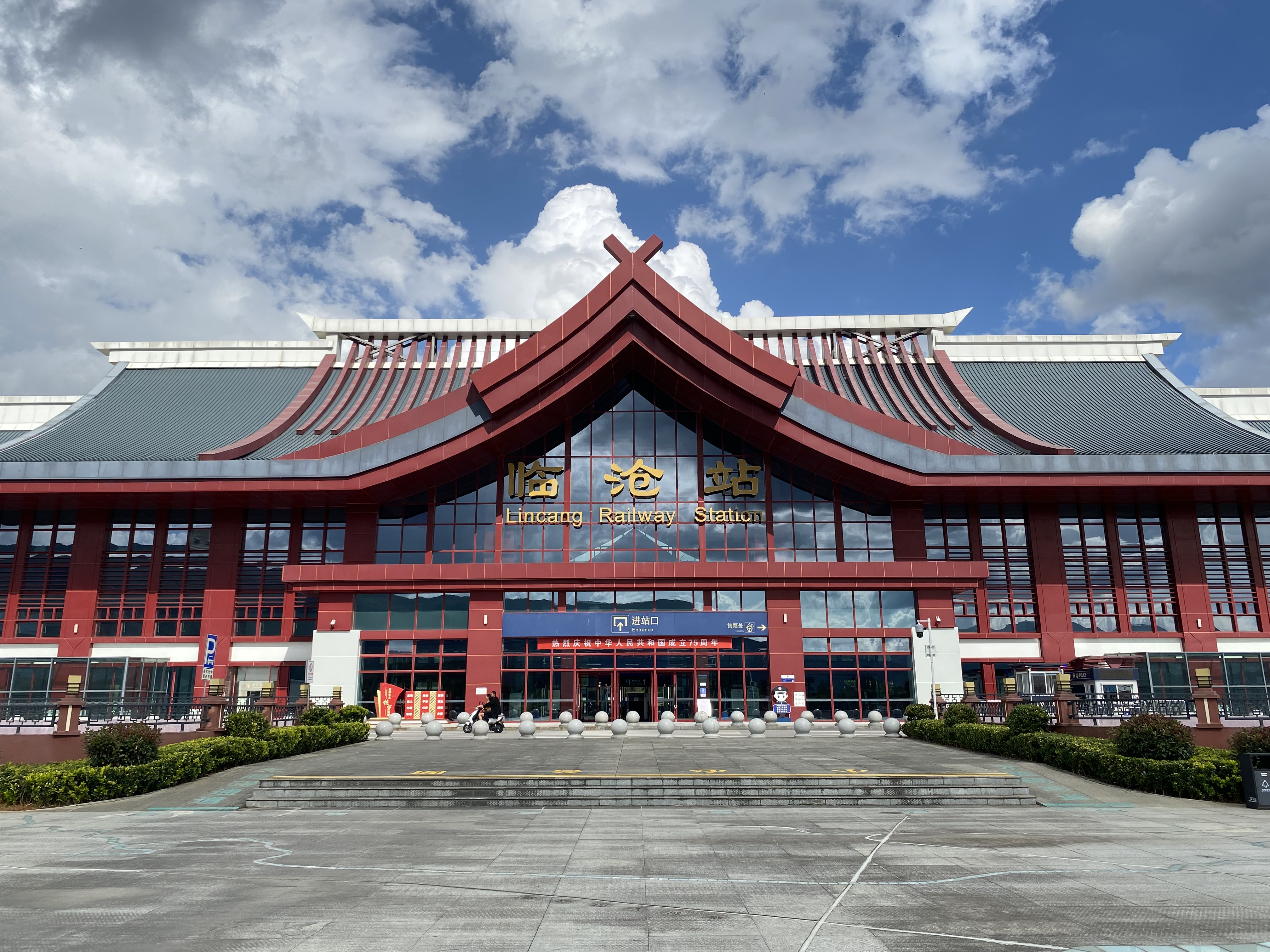
临沧站

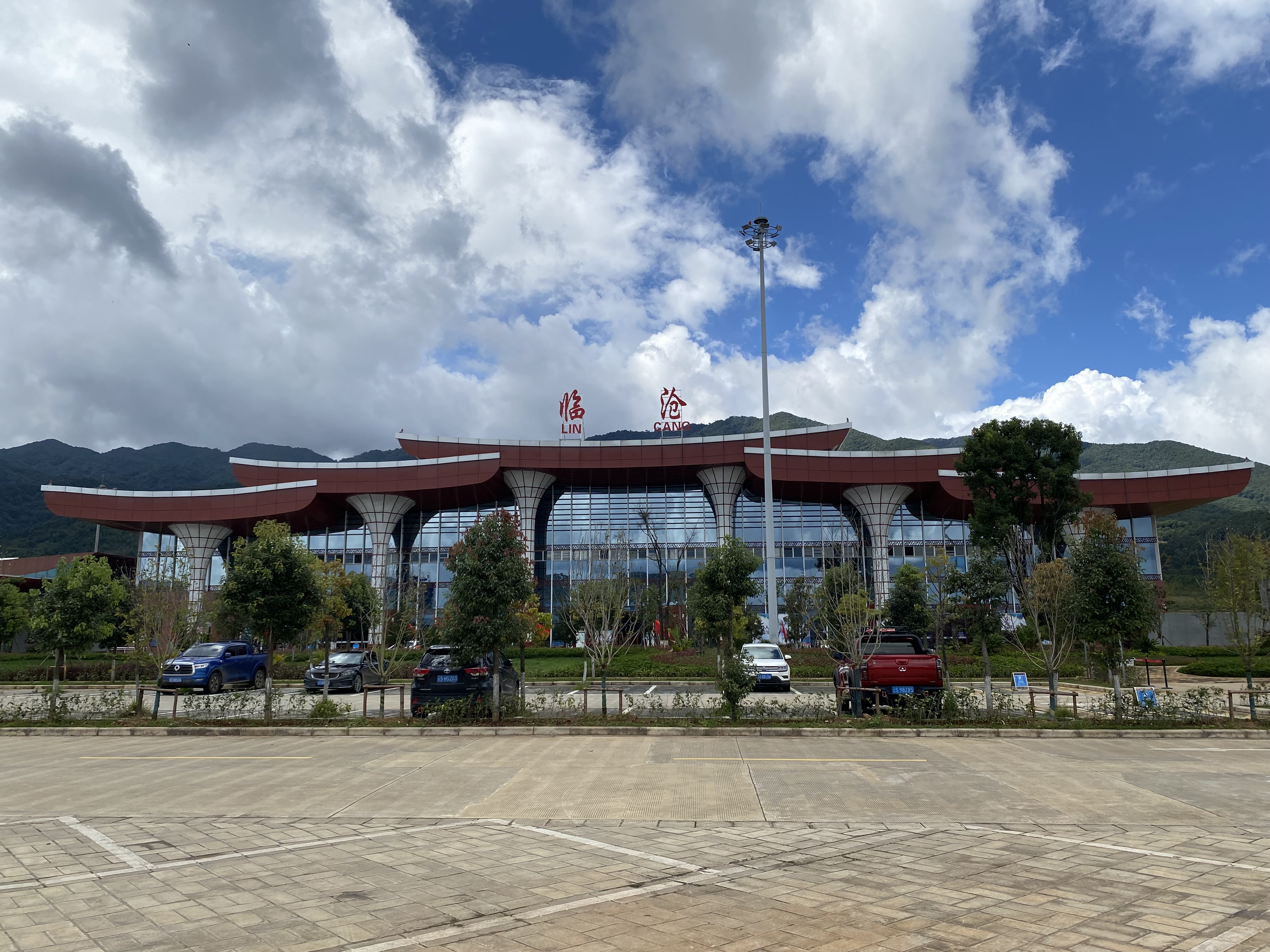
临沧博尚机场

### 公路
臨滄市公路發達，是與東南亞毗鄰國家開展内陸邊境貿易的主要通道。
- 臨滄市是 323国道的西端終點，連接廣西壯族自治區、廣東省以至江西省瑞金市。
- 214国道途經臨滄市，可直達青海省西寧市、西藏昌都市以及景洪市等地。
- 市轄下的鎮康縣、耿馬傣族佤族自治縣及滄源佤族自治縣均設有二級邊境口岸（孟定口岸、南傘口岸及勐董口岸）通往緬甸果敢及佤邦，並與緬甸境內的公路相連。

### 航空
- 位於臨翔區博尚鎮的臨滄機場，於2001年3月28日建成通航，設有來往臨滄市至昆明市的航班。
- 位於滄源縣糯良鄉的滄源佤山機場，已於2013年開始建設，2016年12月8日建成通航。

### 铁路
大临铁路在临沧市内设临沧站、云县站两个客运站，于2020年12月30日通车。

## 名胜古迹
- 西文笔塔：位于临沧市区西郊，建于明天启元年（1621年），为砖石砌成的六角锥形塔，高9层15米。史载明万历年间，正当勐缅（今临翔）长官司俸鼎、俸新居圈掌及后寨，迭受火灾，为镇邪而特建此塔。塔建在市区西边一座耸起的山包上，西河水穿过峡谷流于山包脚下，塔山有封山锁水之势。
- 东文笔塔：又称“东塔”及“大文笔”，位于市区东南5公里的高山顶上（临翔区凤翔街道文华村境内）。清光绪二十四年（另一说为光绪二十九年）通判萧泽春筹银500两修建。塔形为四方锥体，高9层20米，系风水景观塔，一方文风之象征。民间常以远观此塔预测天气，往往雨天将晴显白色，晴天将雨显灰暗色，应是塔表物质随空气湿度而变的结果。
- 勐旺塔：位于临翔区章驮乡勐旺村，与西文笔塔为同一时期建筑。塔高和塔体造型与西文笔塔相似，系佛教佛塔，傣历新年有僧侣和信徒于塔下进行供赕祭祀活动。

### 全国重点文物保护单位
- 广允缅寺
- 石佛洞遗址
- 沧源崖画
- 勐旺塔及西北塔

## 文化
下辖的云县，就是台湾著名布袋戏《云州大儒侠》中，正派主角史艳文家乡，即是当时的云州。

## 友好城市
- 俄羅斯杜布纳[19]
- 斯里蘭卡加姆波勒（英语：Gampola）[20]
- 緬甸臘戍[21]
- 柬埔寨白马省[22]